# Mi música es tu voz
«Mi música es tu voz» es un sencillo perteneciente al álbum OT, El Álbum, donde participaron los 16 concursantes de la primera edición de Operación Triunfo. La canción se convirtió en un referente del concurso, consiguiendo ser un éxito tanto en ventas como en radiofórmulas.

## Historia de la canción
La canción fue compuesta durante los compases iniciales del concurso por Juan Camus y Naím Thomas, siendo presentada por primera vez durante la gala 2 del concurso, con Naím al piano y voz y el resto de los concursantes a las voces. La exposición de la canción no pasó desapercibida para el conocido productor e intérprete ex eurovisivo Alejandro Abad que se presentó voluntario a producirla para mejorarla, tanto en la melodía sabiendo que Juan Camus había tenido problemas con sus compañeros de academia para cantarla ya que parte de ella la había compuesto el mismo sin contar con sus compañeros (l estribillo fue realizada por Alejandro Abad pero nada más); de esta manera, la versión definitiva y final se presentó en la gala 7; y fue de nuevo interpretada por el conjunto de concursantes en las galas de Navidad y en la final del concurso (gala 14). Se considera esta canción como el primer y único gran éxito original de la historia de OT.

### Controversia sobre la autoría
En noviembre de 2016, con motivo de la emisión en La 1 de TVE del programa OT: El Reencuentro, que supuso un revival del fenómeno mediático de Operación Triunfo, salió a la luz una polémica sobre la autoría y los derechos de propiedad intelectual del tema. Como se ha citado anteriormente, fue inicialmente compuesta por Camus y Naím, y contó con la producción musical de Alejandro Abad que reestructura la canción, decide la instrumentación y las intervenciones de cada uno de los participantes de OT1, crea nuevos puentes musicales y crea íntegramente el estribillo por todos conocidos. El reparto de los derechos de autor quedó fijado en su día en los siguientes términos: Corporación Radio y Televisión Española S A (12,06%), Punto Music Academia (28,14%), Alejandro Abad (19,80%), Juan Camus y Naím Thomas (40% entre los dos), que por decisión propia reparten con el resto de sus compañeros de OT1, por lo que de su (40%) se reservan para ellos un (3,20% cada uno) y reparten un (2,40%) para cada uno de los participantes de la primera edición de Operación Triunfo.

## Versiones
- 2002: Academia Operación Triunfo México (Incluida en el álbum "Operación Triunfo México Gala 2" y Operación Triunfo México "El Album" - CD2)
- 2013: Alejandro Abad. (Incluida en el álbum Las canciones que escribí mientras soñaba contigo)

## Posicionamiento

### Semanales
| País   | Lista                                     | Primera semana      | Posición de ingreso | Mejor posición | Semanas en la mejor posición | Semanas en la lista | Última semana       | Ref.        |
| ------ | ----------------------------------------- | ------------------- | ------------------- | -------------- | ---------------------------- | ------------------- | ------------------- | ----------- |
| España | Top 20 Singles & Maxisingles (Promusicae) | 13 de enero de 2002 | 4                   | 2              | 2                            | 9                   | 10 de marzo de 2002 | [ 1 ] [ 2 ] |

### Radio
| País   | Año  | Lista              | Posición |
| ------ | ---- | ------------------ | -------- |
| España | 2002 | Los 40 Principales | 1        |